# GGD Rotterdam-Rijnmond
De GGD Rotterdam-Rijnmond (Gemeentelijke Gezondheidsdienst Rotterdam-Rijnmond) is de gemeentelijke gezondheidsdienst van de gemeente Rotterdam. De GGD is vanaf 2 oktober 2024 te vinden aan de Zalmhaven, 5 minuten verder dan het oude adres. GGD Rotterdam was ruim 80 jaar gevestigd aan de Schiedamsedijk in het centrum van Rotterdam naast metrostation Leuvehaven.

## Werkgebied
De GGD Rotterdam-Rijnmond bewaakt en beschermt de gezondheid van alle bewoners binnen een werkgebied van 15 gemeenten rondom de stad Rotterdam. De GGD heeft gemeten naar het aantal inwoners het op een na grootste werkgebied van Nederland. Ze moet daarnaast bijdragen aan het voorkomen van problemen en ziektes in de vorm van preventie.

## Gemeenten
Onder de GGD Rotterdam-Rijnmond vallen de volgende 15 gemeenten.
- Albrandswaard
- Barendrecht
- Brielle
- Capelle aan den IJssel
- Goeree Overflakkee
- Hellevoetsluis
- Krimpen aan den IJssel
- Lansingerland

- Maassluis
- Nissewaard
- Ridderkerk
- Rotterdam
- Schiedam
- Vlaardingen
- Westvoorne